# Dicken
Dicken ist eine Ortschaft in der Gemeinde Neckertal im Wahlkreis Toggenburg des Kantons St. Gallen in der Schweiz. Bis 2008 gehörte der grösste Teil von Dicken zur Gemeinde Mogelsberg und einige Weiler zur Gemeinde  St. Peterzell.
Dicken bei Degersheim liegt auf rund 800 (zwischen 734 und 1066) m ü. M. und hat etwa 350 Einwohner. Dicken pflegt ein eigenständiges Dorfleben mit einem Turnverein, einer Musikgesellschaft, einer Guggenmusik und einem Verkehrsverein. Die Dicker Schule musste wegen gesunkener Kinderzahlen 2014 geschlossen werden. Das Schulhaus samt Mehrzweckhalle wurde von der Dorfkorporation Dicken übernommen, damit die Räumlichkeiten der Bevölkerung weiter zur Verfügung stehen. Wegen struktureller Veränderungen der Dorfkorporation im Jahr 2019 wurde am 5. Februar 2020 die Genossenschaft Dorftreff Dicken gegründet, die am 1. Mai des gleichen Jahres die Mehrzweckanlage übernahm.
Dicken wurde um 1459 erstmals urkundlich erwähnt. 1830 wurde die Handweberei in der unteren Fabrik eröffnet, um 1850 kam die Stickerei auf.
Von Dicken führen Strassen nach St. Peterzell, Degersheim und Schwellbrunn. Eine Postautolinie verbindet Dicken mit St. Peterzell und Degersheim.

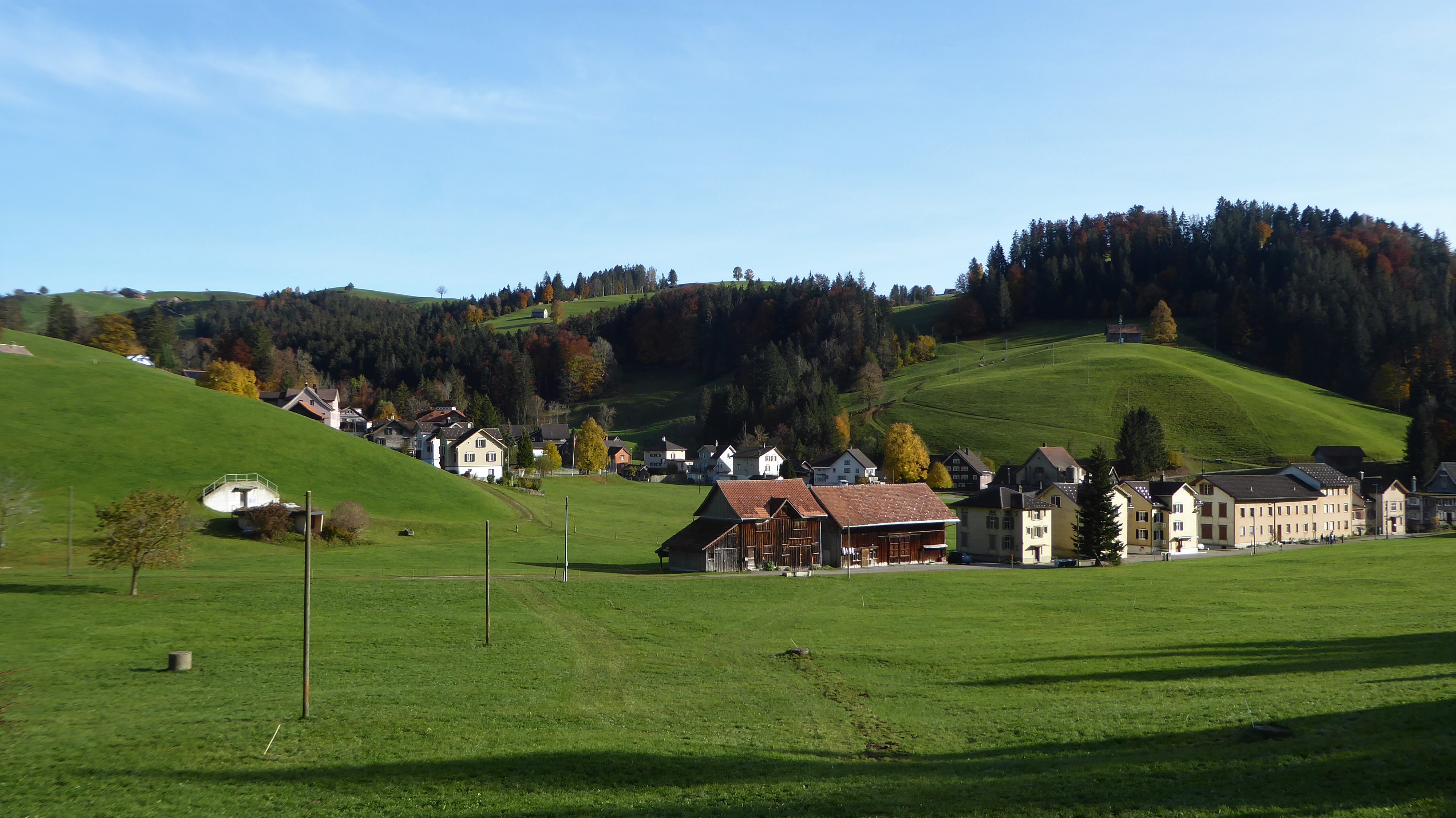
Dicken, Blick von Strasse Degersheim–St. Peterzell

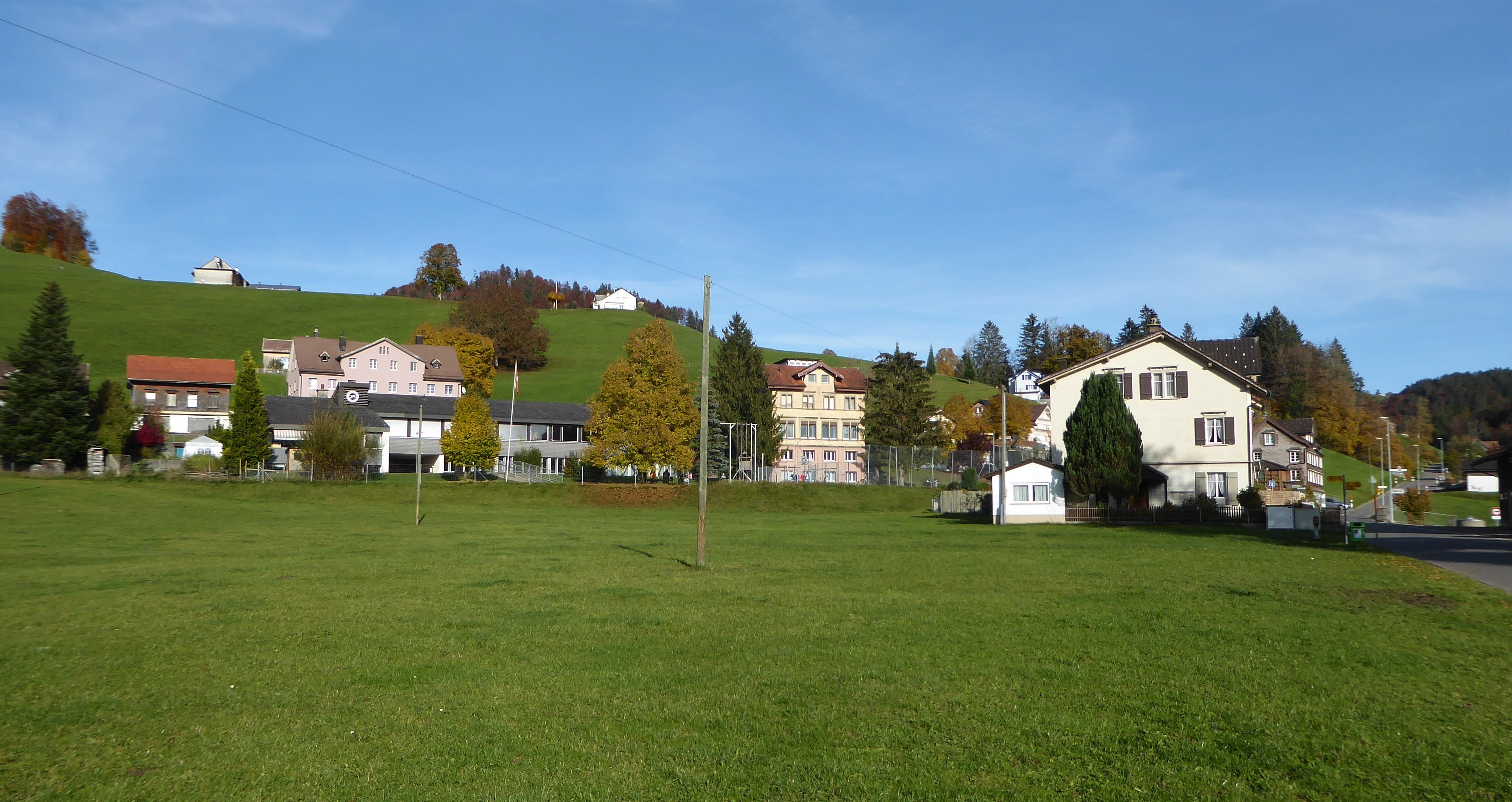
Ehemaliges Schulhaus mit Mehrzweckhalle

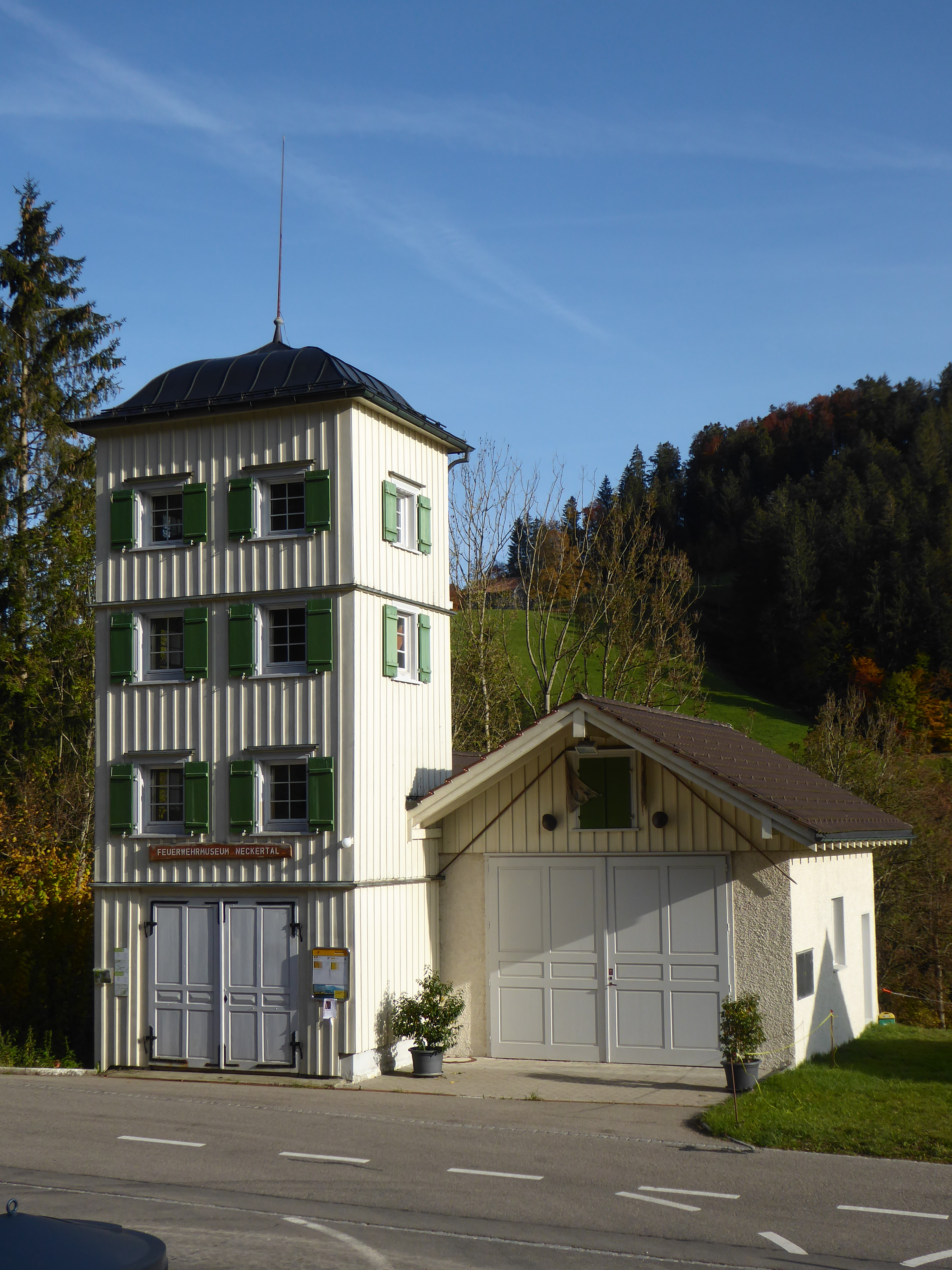
Feuerwehrmuseum

## Persönlichkeiten
- Karl Uelliger (1914–1993), Maler, Holzschneider, Illustrator und Plastiker, lebte ab 1968 bis zu seinem Tod in Dicken.